# Les Ponts-de-Martel
Les Ponts-de-Martel – miejscowość i gmina w zachodniej Szwajcarii, w kantonie Neuchâtel.

## Historia
Miejscowość w 1360 roku została pierwszy raz wzmiankowana pod nazwą Martel. 

## Demografia
W Les Ponts-de-Martel mieszka 1 240 osób. W 2021 roku 8,6% populacji gminy stanowiły osoby urodzone poza Szwajcarią. 

## Transport
Przez teren gminy przebiega droga główna nr 170. 